# Thai Ngoc
 (avril 2009).
Thai Ngoc ou Hai Ngoc (né en 1942) est un Vietnamien insomniaque. D'après le média vietnamien Thanh Nien, il est particulièrement célèbre pour prétendre être resté éveillé depuis 46 ans. Ngoc aurait acquis la capacité de ne pas dormir après un excès de fièvre en 1973, mais d'après Vietnam Investment Review, il n'y a pas de cause apparente. Au moment du rapport de Thanh Nien, Ngoc ne souffrait d'aucune maladie particulière, autre que d'être incapable de dormir. Il était sain d'esprit et dit qu'il peut porter deux sacs de 50 kg sur une distance de 4 km chaque jour.  
En octobre 2006, cependant, Ngoc a annoncé qu'il commençait à se sentir « comme une plante sans eau » à cause du manque de sommeil.
Ngoc a refusé d'être emmené à l'étranger pour faire des tests, il n'a pas quitté son village depuis 60 ans et a peur des tests.